# Чен Бао-хуа
Чен Бао-хуа (спрощ.: 陈宝华; кит. трад.: 陳寶華; піньїнь: Chén Bǎo-huá; 2 травня 1937, Пекін — 14 лютого 2008, Бахчисарай) — український композитор і музичний педагог китайського походження. Заслужений діяч мистецтв України (2007). Почесний громадянин Бахчисарая (2005).

## Біографія
Чен Бао-хуа народився 2 травня 1937 року в сім'ї хіміка в Пекіні, сучасній столиці Китайської Народної Республіки, на початку Другої японсько-китайської війни.
Музикою почав займатися з шестирічного віку в професора Перовського із Ленінграда — спочатку навчався гри на скрипці, потім композиторській майстерності. Навчання проходив у Пекінській консерваторії.
За часів першого Голови Центрального народного уряду, Мао Цзедуна, сім'ю Чена Бао-хуа оголосили «ворогами народу», а його, 21-річного парубка, відправили на шестирічне трудове перевиховання. Майбутньому композитору довелося нелегально перебратися через Благовєщенськ до Союзу Радянських Соціалістичних Республік та попросити політичного притулку.
У 1964 році розпочав трудову діяльність викладачем за класом скрипки та диригентом симфонічного оркестру дитячої музичної школи у Благовєщенську. Здобув фізико-математичну освіту. Працював у Владивостоці головним інженером конструкторського бюро. Там же познайомився зі своєю майбутньою дружиною, Аллою Геннадіївною Головльовою, студенткою музичного училища.
1966 року вступив до Новосибірської консерваторії на теоретико-композиторський факультет, яку закінчив з відзнакою в 1972 році (клас композиції професора Георгія Іванова, теорія — професора Юзефа Кона).
Разом із дружиною поїхав до її батьків у Сімферополь, а потім у Бахчисарай. З 1972 по 1990 роки викладав композицію та сольфеджіо у Бахчисарайській дитячій музичній школі.
У 1976 році став членом Спілки композиторів СРСР.
Після реабілітації сім'ї композитора часто бував на батьківщині з лекціями та майстер-класами в консерваторіях Пекіна, Шанхая та Тяньцзіня. Завдяки Чену Бао-хуа понад 40 китайських студентів змогли навчатися в консерваторіях України.
Чен Бао-хуа помер 14 лютого 2008 року.

## Сім'я
- Дружина — Алла Геннадіївна Головльова (нар. 1939) — заслужена працівниця культури так званої «Республіки Крим» (тимчасово окупована Автономна Республіка Крим) (2015), провідна викладачка за класом Бахчисарайської фортепіано дитячої музичної школи[4].
- Син.

## Творчість
Автор більш ніж 60 фортепіанних творів, творів для скрипки та інших інструментів, у тому числі восьми симфоній, п'яти симфонічних поем та восьми інструментальних концертів. Понад сто творів композитора видано в Києві та Москві, на Московському радіо створено фондові записи. Писав музику для дитячої та юнацької аудиторії, часто звертався до пентатоніки. Теоретичні праці композитора присвячені семантиці музичної мови та мовної інтонації. Українська мовознавиця, Олександра Олійник, так схарактеризувала творчість Чена Бао-хуа:

| Його музика є унікальним переломленням китайської культури крізь систему європейського композиторського мислення. Олександра Олійник |
Твори Чена Бао-хуа виконували: Національний академічний оркестр України, Симфонічний оркестр Національної філармонії України, Державний симфонічний оркестр, Симфонічний оркестр Кримської філармонії, Національний заслужений академічний оркестр України, Луганський симфонічний оркестр та Симфонічний оркестр Київського радіо і телебачення.

## Громадська діяльність
- Член Спілки композиторів СРСР;
- Член Кримської організації Національної спілки композиторів України;
- Член правління Кримського союзу композиторів;
- Член комісії з прослуховування симфонічної музики в Україні[2].

## Нагороди та звання
- Дипломат Міжнародного конкурсу композиторів КНР (Шанхай, 1987)[3];
- Премія Автономної Республіки Крим за 2000 рік у галузі музики та виконавської майстерності (2001);
- Почесний громадянин м. Бахчисарай (2005)[3];
- Премія імені Віктора Косенка (2006) — за «Японський зошит», присвячену пам'яті жертв атомного бомбардування Хіросіми та Нагасакі[2];
- Подяка Голови Ради міністрів Автономної Республіки Крим (2007)[7];
- Заслужений діяч мистецтв України (2007)[8];
- Довічна державна стипендія видатним діячам культури та мистецтва (2007)[9];
- Переможець конкурсу, присвяченого пам'яті Алемдара Караманова (2007);
- Премія «Золота удача»[10].

## Пам'ять
- Другий музичний фестиваль «Дні музики композиторів Криму» (Керч, 23-26 квітня 2008 року) був присвячений пам'яті Чена Бао-хуа[11];
- Меморіальна дошка на будівлі Бахчисарайської дитячої музичної школи[12];
- З 2014 року на базі Бахчисарайської дитячої музичної школи проводиться Республіканський конкурс молодих виконавців-піаністів пам'яті Чена Бао-хуа[4];